# Günther Erdmann
Günther Erdmann (geboren 12. Januar 1907 in Atens; gestorben 12. Mai 1980 in Bonn) war ein deutscher Jurist und Diplomat.

## Leben
Erdmann wurde als Sohn eines Apothekers geboren und besuchte die Oberrealschule in Nordenham. Er studierte ab dem Sommersemester 1926 Rechtswissenschaft an der Universität Tübingen und wurde dort Mitglied der Tübinger Burschenschaft Derendingia. Das erste und das zweite Staatsexamen legte er erfolgreich ab, trat 1931 in den preußischen Justizdienst und promovierte 1933 zum Dr. iur. Erdmann trat zum 1. Mai 1933 als Gefolgschaftsführer des Reichsjugendführers der NSDAP bei (Mitgliedsnummer 2.010.377).
Er wurde 1935 zum Gerichtsassessor ernannt. Er trat in das Auswärtige Amt ein, anfangs als Referent im Rechtsamt der Deutschen Arbeitsfront (Zentralbüro), dann im Reichswirtschaftsministerium, wo er in der Handelspolitischen Abteilung im Referat Südosteuropa als Referent für Griechenland arbeitete. 1938 wurde er zum Regierungsrat befördert. Von 1940 bis 1942 war er Konsul in Kalamata (Griechenland). Danach war er wieder im Reichswirtschaftsministerium in Berlin beschäftigt, wo er in der Handelspolitischen Abteilung im Referat Italien arbeitete. 1945 wurde er zum Oberregierungsrat befördert.
Zum Ende des Zweiten Weltkrieges war er 1945/46 interniert und leitete nach seiner Entlassung die Agentur einer Speditionsfirma. 1948 war er als Hilfskraft im Amt für den Deutschen Passkontrolldienst, Landesstelle Schleswig-Holstein, tätig. 1949 wurde er als Regierungsrat zum Leiter der Landesstelle Schleswig-Holstein des Deutschen Amts für Ein- und Ausreisegenehmigungen.
1951 kehrte Erdmann in den Auswärtigen Dienst zurück und diente zunächst als Legationsrat I. Klasse in  der deutschen Botschaft Kopenhagen (Dänemark) unter Wilhelm Nöldeke. 1952 wurde er zum Gesandtschaftsrat befördert, 1953 Generalkonsul in Mailand und 1954 Konsul 1. Klasse. 1959 war er im Auswärtigen Amt als Legationsrat 1. Klasse in der Abteilung 4 (Handelspolitik) tätig. Erdmann wurde auch Leiter des Referats „Wirtschaftsbeziehungen zu Süd- und Ostasien“ im Auswärtigen Amt. 1962 wurde er zum Vortragenden Legationsrat 1. Klasse ernannt. Am 8. November 1965 erfolgte die Ernennung zum deutschen Generalkonsul in Salisbury (Rhodesien). Aufgrund von politischen Unruhen in Rhodesien konnte er diese Stelle allerdings nicht antreten. Der Posten blieb bis 1980 vakant. Daher wurde Erdmann am 6. Dezember in die Abtleilung I des Auswärtigen Amtes berufen. Mit der Erhebung des deutschen Konsulats in Casablanca zum Generalkonsulat, wurde er am 13. August 1966 zum Generalkonsul ernannt. 1971 wurde er in den Ruhestand versetzt.

## Auszeichnungen
- Bundesverdienstkreuz 1. Klasse (1968)

## Veröffentlichungen
- Der Hochverrat nach dem Reichsstrafgesetzbuch und nach den neuen Strafgesetzentwürfen. Dissertation Universität Tübingen 1933.